# Enargia angulago
Enargia angulago là một loài bướm đêm trong họ Noctuidae.